# Valeri Ivanovich Polyakov
Valeri Ivanovich Polyakov (tiếng Nga: Валерий Иванович Поляков; sinh ngày 13 tháng 7 năm 1989) là một thủ môn bóng đá người Nga. Anh thi đấu cho F.K. Rotor Volgograd.

## Sự nghiệp câu lạc bộ
Anh có màn ra mắt tại Russian Second Division cho F.K. Rotor Volgograd vào ngày 13 tháng 5 năm 2012 trong trận đấu với FC Druzhba Maykop.